# Eygló Sturludóttir
Eygló Fanndal Sturludóttir (25 de junio de 2001) es una deportista islandesa que compite en halterofilia. Ganó una medalla de oro en el Campeonato Europeo de Halterofilia de 2025, en la categoría de 71 kg.

## Palmarés internacional
| Campeonato Europeo | Campeonato Europeo  | Campeonato Europeo | Campeonato Europeo |
| Año                | Lugar               | Medalla            | Categoría          |
| ------------------ | ------------------- | ------------------ | ------------------ |
| 2025               | Chisináu (Moldavia) | Medalla de oro     | 71 kg              |